# Kalinka (bài hát)
"Kalinka" (tiếng Nga: Кали́нка, tên bắt nguồn từ tên loài cây trong họ Ngũ phúc hoa kalina (tiếng Nga: Калинка)), còn được biết đến với tên gọi "Kalinka-Malinka" (tiếng Nga: Калинка-Малинка), là một bài hát tiếng Nga nổi tiếng. Trong một thời gian dài, người ta đã từng tin rằng đây là một bài dân ca Nga, nhưng thực sự thì lời bài hát và nhạc đã được viết vào năm 1860 bởi nhà soạn nhạc, nhà văn, nhà nghiên cứu văn học dân gian Ivan Petrovich Larionov, và bài hát lần đầu tiên được diễn tấu trên sân khấu nghiệp dư ở Saratov trong một vở diễn mà ông viết nhạc. Sau đó không lâu, theo thỉnh cầu của một nam ca sĩ nổi tiếng lúc bấy giờ đồng thời là nhà sáng lập dàn hợp xướng dân ca Dmitriy Aleksandrovich Agrenev Slavyanskiy, một người bạn của Larionov, Larionov đã đưa bài hát này vào các tiết mục biểu diễn của Agrenev Slavyanskiy. Sự nổi tiếng của bài hát Kalinka đã được bắt đầu từ dàn hợp xướng Slavyanskiy.

## Lời bài-hát Kalinka
| Tiếng Nga | Chuyển tự Latin | Tiếng Việt |
| --- | --- | --- |
| Калинка, калинка, калинка моя! В саду ягода малинка, малинка моя! Ах, под сосною, под зеленою, Спать положите вы меня! Ай-люли, люли, ай-люли, Спать положите вы меня. Калинка, калинка, калинка моя! В саду ягода малинка, малинка моя! Ах, сосенушка ты зеленая, Не шуми же надо мной! Ай-люли, люли, ай-люли, Не шуми же надо мной! Калинка, калинка, калинка моя! В саду ягода малинка, малинка моя! Ах, красавица, душа-девица, Полюби же ты меня! Ай-люли, люли, ай-люли, Полюби же ты меня! Калинка, калинка, калинка моя! В саду ягода малинка, малинка моя! | Kalinka, kalinka, kalinka moya! V sadu yagoda malinka, malinka moya! Akh, pod sosnoyu, pod zelenoyu, Spat' polozhite vy menya! Ay-lyuli, lyuli, ay-lyuli, Spat' polozhite vy menya. Kalinka, kalinka, kalinka moya! V sadu yagoda malinka, malinka moya! Akh, sosyenushka ty zyelyenaya, Nye shumi zhe nado mnoy! Ay-lyuli, lyuli, ay-lyuli, Nye shumi zhe nado mnoy! Kalinka, kalinka, kalinka moya! V sadu yagoda malinka, malinka moya! Akh, krasavitsa, dusha-dyevitsa, Polyubi zhe ty menya! Ay-lyuli, lyuli, ay-lyuli, Polyubi zhe ty menya! Kalinka, kalinka, kalinka moya! V sadu yagoda malinka, malinka moya! | Hoa kim ngân kalinka, hoa kim ngân kalinka, hoa kim ngân kalinka của tôi ơi! Trong khu vườn, mâm xôi malinka của tôi đang chín mọng! Ôi, dưới những cây thông, một màu xanh lá, Em đưa tôi vào giấc ngủ! Ôi, Luli, Luli, Luli ơi, Em đưa tôi vào giấc ngủ. Hoa kim ngân kalinka, hoa kim ngân kalinka, hoa kim ngân kalinka của tôi! Trong khu vườn, mâm xôi malinka của tôi đang chín mọng! Ơi cây thông non xanh kia ơi!, Đừng ồn ào trên đầu ta nhé! Ôi Luli-Luli,Luli à, Đừng ồn ào trên đầu tôi nhé! Hoa kim ngân kalinka, hoa kim ngân kalinka, hoa kim ngân kalinka của tôi ơi! Trong khu vườn, mâm xôi malinka của tôi đang chín mọng! Ôi người đẹp, tâm hồn thời con gái, Hãy yêu tôi nhé em ơi! Ôi, Luli-Luli, Luli à, Hãy yêu tôi đi em nhé! Hoa kim ngân kalinka, hoa kim ngân kalinka, hoa kim ngân kalinka của tôi ơi! Mâm xôi malinka của tôi đang chín mọng trong vườn! |

## Lời tiếng Việt
Nhạc sĩ Lê Quốc Thắng phổ lời tiếng Việt cho bài Kalinka. Bài hát này nằm trong chương trình ca nhạc thiếu nhi Vòng tay thân ái do Hãng phim Phương Nam sản xuất năm 1997.
Lời 1:
Hãy thắp lên ngọn lửa hồng,
Để ấm êm trong đêm lạnh
Rồi mùa đông sẽ qua và đón xuân sang...
Tuyết vẫn rơi ngoài hiên vắng như âm thầm,
Đón bước ai và mong nhớ trong đêm lạnh
Hãy thắp lên tình thương mến và ca múa khi xuân về... khắp nơi
Lời 2:
Ngồi với nhau bên lửa hồng,
Cùng đón xuân trong đêm lạnh,
Rồi mùa xuân sẽ trở lại đến bên ta...
Tuyết vẫn rơi ngoài hiên vắng như âm thầm,
Đón bước ai và mong nhớ trong đêm lạnh
Hãy thắp lên tình thương mến và ca múa khi xuân về, bạn ơi!
Không những vậy, nữ ca sĩ Xuân Mai cũng từng thể hiện ca khúc này trong liveshow Con Cò Bé Bé số 13
Lời do Xuân Mai thể hiện:
Hãy đến bên ánh lửa hồng
Cùng thắp lên trong tim mình
Và cầu chúc cho muôn người mới vui tươi
Kalin, kakalin. kakalin kamai za.